# Pesma (roman)
 Ovo je glavno značenje pojma Pesma (roman). Za televizijsku dramu napisanu po romanu pogledajte Pesma (TV drama).
Pesma je roman srbijanskoga književnika Oskara Daviča objavljen 1952. godine. Radnja je smještena u Beograd u vrijeme njemačke vojne uprave u Drugom svjetskom ratu. Protagonist je Mića Ranković, mladi pripadnik Narodnooslobodilačkoga pokreta, koji dobiva zadatak prevesti uglednoga pjesnika Andriju Vekovića na teritoriju pod kontrolom NOVJ-a. Međutim, nakon što Vekovića uhvati u ljubavnom činu s jednom praljom, on mu se ogadi te se počinje premišljati o prevođenju, što dovedi do njegova uhićenja. Djelo je hvaljeno među srbijanskom kritikom radi izbora tematika i njezine obrade u romanu.
Pesma, koja je koristila tehnike toka svijesti, često se navodi kao najbolji Davičov roman.